# Anna Gajewska
Anna Gajewska (ur. 16 maja 1976 w Białymstoku) – polska aktorka teatralna, telewizyjna i dubbingowa.

## Życiorys
W 1999 roku ukończyła studia w Akademii Teatralnej im. Aleksandra Zelwerowicza w Warszawie. Zadebiutowała w Teatrze Dramatycznym m.st. Warszawy rolą Heleny w przedstawieniu w reżyserii Piotra Cieślaka pt. „Wszystko dobre co się dobrze kończy”.
W 2019 na XIX Festiwalu Dramaturgii Współczesnej „Rzeczywistość Przedstawiona” w Zabrzu, otrzymała nagrodę za rolę w spektaklu „Miłość od ostatniego wejrzenia”.

## Filmografia
| Rok        | Tytuł                | Rola                                   | Uwagi                      |
| ---------- | -------------------- | -------------------------------------- | -------------------------- |
| 1997       | Klan                 | Helena, sekretarka Marka Walczaka      |                            |
| 2000–2001  | Miasteczko           | Marysia Małecka                        |                            |
| 2002       | Samo życie           | pracownica Agencji Reklamowej „Aspekt” |                            |
| 2004       | Na dobre i na złe    | wychowawczyni klasy Kamila i Adama     | odc. 190                   |
| 2006       | Kryminalni           | lektorka Justyna Idzik                 | odc. 54                    |
| 2007       | Ekipa                | dziennikarka                           |                            |
| 2009       | Moja krew            | śpiewaczka na weselu                   | także konsultacja językowa |
| 2010       | Ojciec Mateusz       | Beata Wolańska, żona Mikołaja          | odc. 64                    |
| 2010, 2014 | Barwy szczęścia      | lekarka                                | odc. 512, 1062             |
| 2013       | Prawo Agaty          | Liliana Goździk                        |                            |
| 2016       | Komisarz Alex        | dyrektorka domu seniora                | odc. 100                   |
| 2017       | M jak miłość         | matka Olki                             | odc. 1319                  |
| 2018       | Na sygnale           | Marika                                 | odc. 192                   |
| 2019–2020  | O mnie się nie martw | terapeutka Dorota Dunaj                |                            |
| 2019       | Dziewczyny ze Lwowa  | doktor Hawerczuk                       | odc. 52                    |
| 2019       | Motyw                | pielęgniarka w więzieniu               | odc. 7, 8                  |
| 2021       | Tajemnica zawodowa   | dr Alicja Juszkiewicz                  | odc. 3                     |

## Polski dubbing
- 2021: Terminator 2: Dzień sądu – Janelle Voight[1]
- 2021: Potężne kaczory: Sezon na zmiany – Stephanie[2]
- 2020: Lego Gwiezdne wojny: Świąteczna przygoda – Maz Kanata[3]
- 2020: Overwatch – Echo[potrzebny przypis]
- 2019: High School Musical: Serial – Lynne[4]
- 2018: God Of War – Atena
- 2018: Mary Poppins powraca – Jane Banks
- 2018: Ant-Man i Osa – Maggie Paxton
- 2018: Star Falls – Beth
- 2017: Uncharted: Zaginione Dziedzictwo – Chloe Frazer
- 2016: Harmidom – Hola Harmidomska
- 2016: Glitter Force – Lily (Glitter Peace)
- 2015: Kopciuszek – matka Elli
- 2015: Ant-Man – Maggie Lang
- 2015: Minionki – Scarlett O’Haracz
- 2015: Avengers: Czas Ultrona – F.R.I.D.A.Y.
- 2015: Dying Light – Jade Aldemir
- 2014: Czarownica – Niezabudka
- 2014: Kapitan Ameryka: Zimowy żołnierz – komputer Helicarriera
- 2013: Blog na cztery łapy – Ellen Jennings, matka Avery, macocha Tylera
- 2013 Teen Beach Movie – ciotka Antoniete
- 2013 Iron Man 3 – Ellen Brandt
- 2012–2013 Marvin Marvin – Elizabeth „Liz” Forman
- 2012: Violetta – Jade LaFontaine
- 2012: Austin i Ally –
  - Demonica Dixon, menedżerka gwiazd popu (odc. 7),
  - Mimi Moon (odc. 20)
- 2012: Arcania: Upadek Setarrif – Zyra
- 2011: My Little Pony: Przyjaźń to magia –
  - zebra Zecora,
  - stara wiedźma szukająca podkowy (odc. 60),
  - ciocia Applesauce (odc. 60)
  - Meadowbrook (odc. 169)
- 2011: The Elder Scrolls V: Skyrim – Delphine
- 2011: Wiedźmin 2: Zabójcy królów – Sabrina Glevissig
- 2011: Kung Fu Panda 2 – Wróżbitka
- 2011: Uncharted 3: Oszustwo Drake’a – Chloe Frazer
- 2011: Big Time Rush – Brooke Diamond
- 2011: Przyjaciele z Kieszonkowa
- 2011: Liceum Avalon – Trenerka lekkoatletyki
- 2011: Scooby Doo i Brygada Detektywów – Angela Dynamit (odc. 1, 3-6, 9, 14, 16-17, 20-21, 25-26, 29, 31-33, 36-37, 52)
- 2010: Arcania – Zyra
- 2010: Powodzenia, Charlie! – Amy Duncan
- 2010: Dragon Age: Początek – Przebudzenie – Velanna
- 2010: Percy Jackson i bogowie olimpijscy: Złodziej pioruna – Persefona
- 2010: Starcraft – Sarah Kerrigan
- 2010: Mass Effect 2 –
  - Jedore,
  - Gianna Parasini
- 2009: Uncharted 2: Pośród złodziei – Chloe Frazer
- 2009: Geronimo Stilton
- 2009: Podniebny pościg – Robin Burns
- 2009: Dragon Age: Początek
- 2009: Tatastrofa – mama Melissy
- 2009: O, kurczę! – Doris Ivey – mama Pete’a
- 2009: Słoneczna Sonny – Sharona
- 2009: Dzieci Ireny Sendlerowej – Danuta
- 2009: Garfield: Koty górą
- 2009: Hannah Montana: Film – Tyra Banks
- 2008: Suite Life: Nie ma to jak statek – matka Padmy
- 2008: Viva High School Musical Meksyk: Pojedynek – matka Luli i Fera
- 2008: Tajemnica Rajskiego Wzgórza – Lawenda
- 2008: Barbie i diamentowy pałac – Lidia
- 2008: Mass Effect – Gianna Parasini
- 2007: Pokémon: Wymiar walki –
  - Francesca (odc. 19),
  - Kylie (odc. 22)
- 2007: Czarodzieje z Waverly Place – Theresa Russo
- 2007: Magi-Nation –
  - Shimmer (odc. 10),
  - Trup'tika (odc. 11, 19),
  - Boashi (odc. 14)
- 2007: Klub Winx – tajemnica zaginionego królestwa – Mandragora
- 2007–2009: H2O – wystarczy kropla –
  - Charlotte Watsford,
  - Samantha „Sam” Roberts,
  - Sheryl (odc. 63)
- 2007: Koń wodny: Legenda głębin – Anne MacMorrow
- 2007: Mój przyjaciel królik
- 2006: Wymiennicy – Lisa (odc. 28)
- 2006–2008: Złota Rączka – Tania
- 2006: Co gryzie Jimmy’ego? – film
- 2006: Yin Yang Yo! –
  - Smoke,
  - Edna (odc. 40-47),
  - Rita (odc. 52)
- 2006: Alex Rider: Misja Stormbreaker – Jack Starbright
- 2005–2008: Ben 10 –
  - Czarodziejka (odc. 29),
  - Gwendolyn (odc. 46)
- 2005: Kim Kolwiek: Szatański plan – Kim Kolwiek
- 2005–2007: Amerykański smok Jake Long –
  - Steno,
  - Dolores
- 2005: Spadkobiercy tytanów – Tezja
- 2004–2007: Danny Phantom – Connie
- 2004–2006: Liga Sprawiedliwych bez granic –
  - Kara (oprócz odc. 29),
  - Galatea, Barda Free (odc. 15),
  - Shayera (odc. 27-28)
- 2004: Koszmarny Karolek
- 2003: Kim Kolwiek: Było, jest i będzie – Kim Kolwiek
- 2003: Legenda Nezha – Yin
- 2002–2007: Kim Kolwiek – Kim Kolwiek
- 2002–2007: Naruto –
  - Orochimaru w innym ciele,
  - Haku (odc. 78-79),
  - Anko Mitarashi (odc. 79),
  - Nawaki, Moegi (seria IV),
  - Jedna ze Starszyzny wioski (seria IV)
- 2000–2006: Kajtuś – Doris (seria V)
- 1999: SpongeBob Kanciastoporty –
  - Perła,
  - Agencja (odc. 9b)
- 1992–1998: Batman
- 1978: Był sobie człowiek –
  - Olimpia (odc. 22),
  - jedna z kobiet (odc. 24)